# Mýrar

Mýrars läge på Island

Mýrar (egentligen "träsk", "moras") är ett historiskt landskap på västra Island, mellan Hvítá och Hitá samt genomfårat av många andra vattendrag, vilka skapat den sumpiga natur varav trakten fått sitt namn. Det gränsar i öster till Borgarfjarðarsýsla, i väst till Hnappadalssýsla och i norr till bergen i inlandet.
Mýrar togs vid slutet av 800-talet i besittning av Skallagrim Kveldúlfsson, som bodde på gården Borg och vars efterkommande benämndes "myramän". Vid syssloindelningens införande på Island bildades av samma område Mýrasýsla, vilken sedan slogs samman med Hnappadalssýsla och jämte denna 1871 uppgick i Borgarfjarðarsýsla.
År 1936 gick det franska forskningsfartyget Pourquoi-pas? IV under utanför Mýrars kust. 
År 2006 härjades Mýrar av stora bränder.